# Crew Resource Management
Das Crew-Resource-Management-Training (CRM, früher Cockpit Resource Management) ist eine Schulung für Luftfahrzeugbesatzungen, welche die nicht-technischen Fertigkeiten schulen und verbessern soll, um Flugunfällen aufgrund menschlichen Versagens vorzubeugen. Dabei geht es um Kooperation, situative Aufmerksamkeit, Führungsverhalten und Entscheidungsfindung sowie die zugehörige Kommunikation. Ein wichtiger Teilbereich des CRM ist die Aufteilung von Aufgaben und die Absprache darüber, wer welche Aufgaben übernimmt. Zum Beispiel übernimmt ein Besatzungsmitglied die Lösung eines technischen Problems, während der andere Pilot das Flugzeug steuert.

## Hintergrund
Vor der Einführung des CRM-Konzeptes stellten Unfalluntersucher immer wieder fest, dass die Piloten zwar einwandfreie technische beziehungsweise fliegerische Fähigkeiten besaßen, aber die Zusammenarbeit zwischen dem Kapitän und dem rangniedrigeren Ersten Offizier oft mangelhaft war. Mit Verweis auf seine höhere Anzahl von Dienstjahren und seine Autorität hatte der Flugkapitän bei vielen Unfällen geäußerte Bedenken des Ersten Offizieres abgebügelt und an seinen Entscheidungen festgehalten. Aber in einigen Fällen führte auch der fehlende Wille, Entscheidungen zu treffen und Aufgaben zuzuweisen, zu Unfällen.
CRM entstand aus einem NASA-Workshop im Dezember(?) 1979, der eine Erhöhung der Flugsicherheit zum Ziel hatte. Die Untersuchungen der NASA ergaben, dass der Hauptgrund für schwere Flugunfälle menschliches Versagen war und die Hauptprobleme die Kommunikation an Bord, Kompetenzkonflikte innerhalb der Crew und zum Teil die Entscheidungsschwäche der Piloten waren. Es waren vor allem folgende Unfälle, die zur Einführung des CRM führten:
- Der Absturz des Eastern-Air-Lines-Fluges 401 im Dezember 1972:
Alle drei Mitglieder der Cockpitbesatzung wurden von einem fehlerhaften Kontroll-Lämpchen in Anspruch genommen, und versuchten gemeinsam, dieses Problem zu lösen. Niemand bemerkte den ausgeschalteten Autopiloten und den stetigen Sinkflug.
- Die Flugzeugkatastrophe von Teneriffa im März 1977:
Bedenken des Flugingenieurs und des Ersten Offiziers darüber, ob die andere Maschine die Piste schon verlassen habe oder ob eine Startfreigabe vom Kontrollturm tatsächlich erteilt wurde, wurden vom Kapitän abgewiesen.
- Der Absturz des United-Airlines-Flugs 173 im Dezember 1978 war ähnlich zum Eastern-Air-Lines-Fluges 401:
Die Entscheidung, die Landung aufgrund eines Fahrwerkproblemes abzubrechen und eine Notlandung vorzubereiten, war korrekt; hingegen berechnete niemand die verbleibende Flugzeit, und niemandem fiel der baldige Treibstoffmangel auf.

Nach dem Absturz von Flug 173 fand vom 26. bis 28. Juni 1979 eine von der NASA und der Luftfahrtindustrie organisierte Konferenz statt, um im Lichte dieser Unfälle die Vorteile und die Einführung des Crew Resource Management zu erörtern. Seither hat das CRM-Training weltweit die Ausbildung von Flugzeugbesatzungen revolutioniert.
CRM hat auch in die Ausbildung von Ein-Mann-Besatzungen („Single-Pilot Crew Resource Management“) Eingang gefunden, wo es viel mehr um die aktive Steuerung der eigenen Arbeitsbelastung, Entscheidungsfindung und zielgerichtete Anwendung der Automation (Autopilot, Navigationshilfen und dergleichen) geht. Ebenfalls wurde CRM auch außerhalb der Luftfahrt eingeführt, etwa in der Medizin, wo Behandlungsfehler oftmals von rangniedrigeren Ärzten und Pflegepersonen erkannt werden, in die Ausbildung von Bergführern und Bergtourenleitern, oder Schiffsbesatzungen. Elemente des CRM wurden allerdings schon früher aufgegriffen, etwa bei der Vorbereitung der amerikanischen Expedition auf den Berg K2 im Jahre 1953. Die Expeditionsleiter selektierten anstelle von Spitzen-Bergsteigern eher Allrounder und Teamplayer. Nachdem die Expedition schon mehr als eine Woche lang in einem Sturm auf 7800 Metern Höhe gefangen war, musste mit einem schwer erkrankten Mitglied abgestiegen werden. Dass die Expedition nur mit einem Todesfall zu Ende ging, wird oft der gelungenen Gruppendynamik zugeschrieben.
Das CRM-Training ist, wie in den JAR-OPS festgelegt, für Flugzeugbesatzungen in der gewerblichen und militärischen Luftfahrt verbindlich und muss nach spätestens drei Jahren wiederholt werden. CRM soll das Bewusstsein dafür schärfen, dass neben dem technischen Verständnis an Bord eines Luftfahrzeugs (Technical Skills) auch die Kommunikation und die Beziehungen zwischen den Angehörigen der Besatzung entscheidend sind, um kritische Situationen zu meistern. Ein wichtiges Element von CRM ist die Nutzung und Weitergabe von allen wichtigen Informationen innerhalb der Besatzung, sowohl zwischen den Piloten als auch im Zusammenspiel zwischen Cockpit- und Kabinenbesatzung.
Das CRM-Training wurde mit der Zeit sowohl von Luftfahrtbehörden als auch von Fluggesellschaften weiterentwickelt, umfasst zwischenzeitlich auch Schulungsinhalte für Kabinenbesatzungen, um die Zusammenarbeit und Kommunikation zwischen Cockpit und Kabine zu optimieren und ist nun Pflicht für alle Piloten und Flugbegleiter, die der FAA (USA) und JAA (Europa) unterstehen.

## Inhalte und Ziele einer CRM-Ausbildung
Das Crew Resource Management eines kompetenten Teams kann wie folgt beschrieben werden:
Kommunikation
Die Fähigkeit der Crewmitglieder, klare und genaue Aufträge sowie Auskünfte zu erteilen, und nützliches Feedback anzubieten.
Briefing, Missionsplanung
Unter Berücksichtigung aller Ressourcen, Aktivitäten und Informationsflüsse Aktionspläne zu erstellen, und zwar so, dass alle Aufgaben in einer integrierten und synchronisierten Weise erledigt werden.
Unterstützendes Verhalten
Die Bedürfnisse der anderen Beteiligten vorauszusehen, und zwar durch genaue Kenntnis der jeweiligen Verantwortungsbereiche und Aufgaben. Ebenso muss die Besatzung in der Lage sein, während einer hohen Arbeitsbelastung Aufgaben neu aufzuteilen.
Gegenseitiges Beobachten
Die Fähigkeit, die Leistung der anderen Teammitglieder zu überwachen, indem Feedback gegeben, eingeholt und angenommen wird.
Team-Führung
Der Leiter der Gruppe leitet und koordiniert die Tätigkeiten der Besatzung, ermutigt die Gruppenmitglieder zur Zusammenarbeit und beurteilt die jeweiligen Leistungen. Er stellt sicher, dass das Team über einen guten Wissensstand und über gute Fähigkeiten verfügt. Er motiviert, plant und organisiert, und er sorgt für eine positive Arbeitsatmosphäre in der Besatzung.
Entscheidungsfindung
Die Besatzungsmitglieder sind in der Lage, Informationen einzuholen und miteinander zu teilen. Sie entscheiden logisch und verständlich, und sie identifizieren alternative Handlungsmöglichkeiten sowie deren Konsequenzen. Auf dieser Grundlage entscheiden sie sich für die beste Handlungsweise.

## Beispiele

### Gelungenes CRM
- Flugkapitän Al Haynes, Pilot des United-Airlines-Fluges 232, sagte, dass das CRM sein Leben sowie das von vielen anderen Passagieren gerettet habe, als seine DC-10 in Sioux City 1989 bruchlandete.[7]
- Die Notwasserung des US-Airways-Flugs 1549 auf dem Hudson River 2009 war nach Angabe beider Piloten nur durch das funktionierende CRM erfolgreich.[8]
- Die fünfköpfige Besatzung des Qantas-Fluges 32 im Jahr 2010, die Aufgaben aufteilte, sich gegenseitig beim Abarbeiten der zahlreichen ECAM-Meldungen unterstützte, und gegenüber den Flugbegleitern (Flight Attendants) und den Passagieren einen einheitlichen Kommunikationskanal (single point of contact) eröffnete, zeigte erfolgreiches CRM.

### Schlechtes oder nicht vorhandenes CRM
- Air-France-Flug 447 (1. Juni 2009): Einige Zeit nach dem Start verließ der Kapitän das Cockpit, um seine Ruhepause anzutreten, und vertraute den Flug den beiden Ersten Offizieren an. Unter ihnen herrschte keine Klarheit darüber, wer für den Flug verantwortlich sei. Nachdem kurzzeitig die Geschwindigkeitsmessung ausfiel, kommunizierte keiner der Piloten die Problemlage gegenüber dem anderen in einer klaren Weise. Auch hatte niemand die „Unreliable Airspeed Indication“-Prozedur gemäß der Checkliste durchgearbeitet.
- Eine wichtige Fallstudie in Sachen Crew Resource Management ist der B-52-Absturz auf der Fairchild Air Force Base (Juni 1994). Verschiedene Luftwaffenoffiziere unterließen es, die waghalsigen Flugmanöver des Piloten Bud Holland zu melden beziehungsweise zu sanktionieren, worauf eine sprichwörtliche „Unsicherheitskultur“ entstand: Wer sich über riskante Manöver beschweren wollte, durfte nicht damit rechnen, ernst genommen zu werden, was für Holland einen Freipass darstellte.
- Alitalia-Flug 404 (14. November 1990): Ein Instrument des Ersten Offiziers zeigte den zu tiefen Anflug an, jenes des Kapitäns nicht. Der Kapitän machte aber das vom Ersten Offizier eingeleitete Durchstart-Manöver wieder rückgängig, ohne die Situation zu überprüfen. Seither darf eine einmal abgebrochene Landung nicht mehr rückgängig gemacht werden; die Besatzung muss durchstarten und den Landeanflug neu beginnen.
- Als weiteres Negativbeispiel gilt British-Midland-Flug 092 am 8. Januar 1989, als nach einem Schaden am linken Triebwerk versehentlich das rechte, intakte Triebwerk abgestellt wurde. Letzteres hatte unter Volllast starke Vibrationen erzeugt, weswegen der Kapitän der Maschine irrtümlicherweise das rechte Triebwerk als beschädigt ansah. Obwohl unter anderem der Kabinenbesatzung klar gewesen war, welches der beiden Triebwerke die Fehlfunktion aufwies, wurden diese wichtigen Informationen dem Kommandanten nicht übermittelt und von diesem nicht eingeholt. Die Maschine schlug 900 Meter vor der Landebahn auf. 47 Menschen überlebten den Absturz nicht.
- Scandinavian-Airlines-System-Flug 933 (13. Januar 1969): Die Crew kümmerte sich um ein defektes Kontroll-Lämpchen für das Bugfahrwerk. Die Bitte der Flugsicherung, möglichst langsam zu fliegen, trug zu diesem Unglück insofern bei, dass sehr geringe Fluggeschwindigkeiten nur bei ganz ausgefahrenen Landeklappen möglich sind – was wiederum nur möglich war, wenn das Fahrwerk ausgefahren ist. Durch mangelnde Aufgabenteilung bemerkte keiner der Piloten die zu geringe Flughöhe; die Maschine stürzte vor Los Angeles ins Meer.